# Highgate (Vermont)
Highgate is een plaats in Franklin County in de staat Vermont van de Verenigde Staten. In 2010 had de plaats bijna 3400 inwoners. De plaats ligt aan de grens met de Canadese provincie Quebec.